# Desa Semplak (administrativ by i Indonesien, lat -6,91, long 107,02)
Desa Semplak är en administrativ by i Indonesien.   Den ligger i provinsen Jawa Barat, i den västra delen av landet, 80 km söder om huvudstaden Jakarta.